# En sommarsaga (musikalbum)
En sommarsaga är Pierre Isacssons andra soloalbum från 1975. Albumet producerades av Leif Carlquist och gavs ut av Polydor.

## Låtlista
1. En sommarsaga (Pierre Isacsson)
2. Dröm nu och sov (Boo, Boo, don't cha be blue) (Tommy James, Pierre Isacsson)
3. Ösa sand (Owe Thörnqvist)
4. Detta är min morgon (Farewell Andromeda - Welcome to my morning) (John Denver, Olle Bergman)
5. Våra gyllne år (The Hungry Years) (Neil Sedaka, Howard Greenfield, Owe Junsjö)
6. Jag vill andas samma luft som du (Pierre Isacsson)
7. Säg, när får jag chansen (Rhinestone Cowboy) (Larry Weiss, Ingela Forsman)
8. Pappa sjöng bas (Daddy Sang Bass) (Carl Perkins, Kenneth Burns, Henry Haynes, Pierre Isacsson)
9. Gatorna på Söder (Streets of London) (Ralph McTell, Börje Ring)
10. Låt mig få ta hand om dej (Pierre Isacsson)
11. Farfars moped (Grandma's Feather Bed) (Jim Conner, Börje Carlsson)
12. Gratulera mej (Håkan Thanger, Pierre Isacsson)

## Listplaceringar
| Lista (1975) | Position |
| ------------ | -------- |
| Sverige      | 39       |